# Look-down/shoot-down

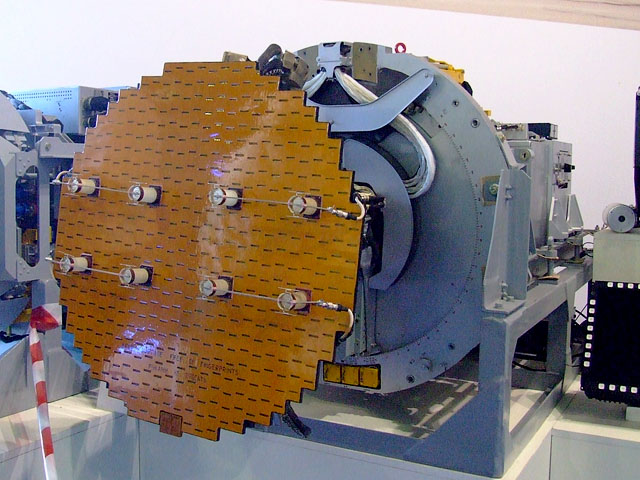
El radar ruso Radar Zhuk es un ejemplo de Look-down/shoot-down

Exploración y disparo a cotas inferiores o look-down/shoot-down (en inglés) traducido literalmente a «mirar abajo/disparar abajo», es una capacidad que posee un sistema de radar cuando este es capaz de detectar, rastrear y derribar un objetivo que se mueve por debajo del horizonte desde el punto de vista del radar. 
Esta capacidad es una característica esencial en los sistemas de radares militares aerotransportados modernos.
- Datos: Q1413386